# (7449) Döllen
(7449) Döllen est un astéroïde de la ceinture principale découvert le 2 août 1949 par l'astronome allemand Karl Wilhelm Reinmuth à Heidelberg (024).